# Mato Grgić
Mato Grgić (Kotor Varoš, 1987. szeptember 27. –) horvát labdarúgó.

## Pályafutása
Kotor Varošban (ma Bosznia-Hercegovina) született, a 2012-13-as szezonban debütált a horvát másodosztályú Hrvatski Dragovoljac csapatában.
2015 nyarán szerződtette a magyar élvonalbeli MTK Budapest. A 2016-17-es szezon novemberében porcműtétje miatt már nem léphetett pályára az idényben. Az idény végén visszatért horvátországba az Inter-Zaprešić csapatához.
2018. szeptember 1-jén az indiai NorthEast United szerződtette a horvát Inter Zaprešićtől. 1 évvel később a szintén indiai Mumbai City leigazolta.

## Sikerei, díjai
NK Hrvatski Dragovoljac:
- 2.HNL bronzérmes: 2009–10

NK Slaven Belupo Koprivnica:
- 1.HNL bronzérmes: 2011–12